# Victory (Modern-Talking-Album)
Victory, Untertitel The 11th Album, ist das elfte Studioalbum des deutschen Europop-Duos Modern Talking. Es erschien am 18. März 2002 bei Hansa Records und BMG Music Publishing. Es erreichte Platz eins der Charts und Goldstatus in Deutschland.

## Entstehung
Auch Victory wurde wie die Alben zuvor von Dieter Bohlen produziert. Er schrieb auch fast alle der 15 Lieder auf dem Album. Nur Love to Love You schrieb Thomas Anders. Erstmals war Luis Rodriguez nicht mehr als Co-Produzent beteiligt. Axel Breitung (Titel: 1, 7, 9), Lalo Titenkov (Titel: 8, 10, 11, 14), Thorsten Brötzmann (Titel: 2, 4, 12, 13, 15) und Werner Becker (Titel: 3, 6) sowie Kai Nickold (Titel: 5) waren Co-Produzenten.

## Gestaltung
Das Coverfoto zeigt Bohlen und Anders vor einem blauen Himmel auf einem Steinhügel. Auch das RTL-Logo ist auf dem Cover zu sehen.

## Rezeption
Die Rezension von Musykalnaja gaseta fiel eher negativ aus.
Das Album erreichte Platz eins in Deutschland, Platz sieben in Österreich und Platz 14 in der Schweiz.

## Titelliste
| Nr. | Titel                                              | Länge |
| --- | -------------------------------------------------- | ----- |
| 1.  | „Ready for the Victory“ (Dieter Bohlen)            | 3:31  |
| 2.  | „I’m Gonna Be Strong“ (Dieter Bohlen)              | 3:30  |
| 3.  | „Don’t Make Me Blue“ (Dieter Bohlen)               | 3:52  |
| 4.  | „Juliet“ (Dieter Bohlen)                           | 3:37  |
| 5.  | „Higher Than Heaven“ (Dieter Bohlen)               | 3:33  |
| 6.  | „You’re Not Lisa“ (Dieter Bohlen)                  | 3:05  |
| 7.  | „When the Sky Rained Fire“ (Dieter Bohlen)         | 3:41  |
| 8.  | „Summer in December“ (Dieter Bohlen)               | 3:36  |
| 9.  | „10 Seconds to Countdown“ (Dieter Bohlen)          | 3:20  |
| 10. | „Love to Love You“ (Thomas Anders)                 | 3:29  |
| 11. | „Blue Eyed Coloured Girl“ (Dieter Bohlen)          | 4:13  |
| 12. | „We Are the Children of the World“ (Dieter Bohlen) | 3:16  |
| 13. | „Mrs. Robota“ (Dieter Bohlen)                      | 3:27  |
| 14. | „If I...“ (Dieter Bohlen)                          | 4:50  |
| 15. | „Who Will Love You Like I Do“ (Dieter Bohlen)      | 4:01  |